# ジョン・イーライ (野球)
ジョン・ダニエル・イーライ（John Daniel Ely, 1986年5月13日 - ）はアメリカ合衆国イリノイ州クック郡ハーヴェイ出身の元プロ野球選手（投手）。右投右打。

## 経歴

### プロ入りとホワイトソックス傘下時代
2007年のMLBドラフト3巡目（全体119位）でシカゴ・ホワイトソックスから指名され契約。契約後にルーキー級のグレートフォールズ・ホワイトソックスでプロデビュー。
2008年はAdv-A級のウィンストン＝セーラム・ワートホッグス、2009年はAA級のバーミングハム・バロンズへと昇格していき、2009年に記録した14勝はリーグ1位タイ、125三振はリーグ1位となった。

### ドジャース時代
2009年12月にフアン・ピエールとのトレードでジョン・リンクとともにロサンゼルス・ドジャースへ移籍。
2010年は開幕をAAA級のアルバカーキ・アイソトープスで迎え、4月28日にメジャー昇格を果たし、同日のニューヨーク・メッツ戦でメジャーデビュー。メジャーデビューイヤーは18試合に先発登板したが、4勝10敗、防御率5.49と大きく負け越した。しかしFIPは4.38であり、防御率や勝敗が示すほど投球内容は悪くなかった。
2012年はメジャーでの登板は2試合のみであったが、AAA級アルバカーキでは27試合に登板して14勝7敗、防御率3.20、165奪三振の成績を挙げ、AAA級パシフィックコーストリーグの年間最優秀投手賞を受賞した。

### ドジャース退団後
2012年12月19日にロブ・ラスムッセンとのトレードでヒューストン・アストロズに移籍した。2013年はAAA級で1試合に登板後にトミー・ジョン手術を受けて、以後は全休となった。11月19日に契約を解除されてFAとなった。
2013年12月13日にボストン・レッドソックスとマイナー契約を結んだ。2014年もメジャーでの登板機会はなく、シーズン終了後に退団した。
2014年11月18日にミルウォーキー・ブルワーズとマイナー契約を結んだ。2015年7月18日に解雇となった。
2015年8月21日に独立リーグ・アメリカン・アソシエーションのスーシティ・エクスプローラーズと契約。2016年1月7日に自由契約となった。

### 現役引退後
2017年より古巣であるホワイトソックスの傘下マイナー球団のコーチに転身し、2017年から2019年まではルーキー+級グレートフォールズ・ボイジャーズ、2021年から2022年まではA級カナポリス・キャノンボーラーズ、2023年からはA+級ウィンストン＝セーラム・ダッシュの投手コーチを歴任している。

## 詳細情報

### 年度別投手成績
| 年 度     | 球 団     | 登 板 | 先 発 | 完 投 | 完 封 | 無 四 球 | 勝 利 | 敗 戦 | セ 丨 ブ | ホ 丨 ル ド | 勝 率 | 打 者 | 投 球 回 | 被 安 打 | 被 本 塁 打 | 与 四 球 | 敬 遠 | 与 死 球 | 奪 三 振 | 暴 投 | ボ 丨 ク | 失 点 | 自 責 点 | 防 御 率 | W H I P |
| --------- | --------- | ----- | ----- | ----- | ----- | -------- | ----- | ----- | -------- | ----------- | ----- | ----- | -------- | -------- | ----------- | -------- | ----- | -------- | -------- | ----- | -------- | ----- | -------- | -------- | ------- |
| 2010      | LAD       | 18    | 18    | 0     | 0     | 0        | 4     | 10    | 0        | 0           | .286  | 430   | 100.0    | 105      | 12          | 40       | 2     | 2        | 76       | 4     | 0        | 63    | 61       | 5.49     | 1.45    |
| 2011      | LAD       | 5     | 1     | 0     | 0     | 0        | 0     | 1     | 0        | 0           | .000  | 56    | 12.2     | 12       | 2           | 7        | 1     | 0        | 13       | 0     | 0        | 6     | 6        | 4.26     | 1.50    |
| 2012      | LAD       | 2     | 0     | 0     | 0     | 0        | 0     | 2     | 0        | 0           | .000  | 19    | 2.2      | 6        | 0           | 4        | 2     | 1        | 3        | 0     | 0        | 6     | 6        | 20.25    | 3.75    |
| 通算：3年 | 通算：3年 | 25    | 19    | 0     | 0     | 0        | 4     | 13    | 0        | 0           | .235  | 505   | 115.1    | 123      | 14          | 51       | 5     | 3        | 92       | 4     | 0        | 75    | 75       | 5.70     | 1.51    |

### 背番号
- 48 （2010年 - 2012年）